# Crêt Pela
Der Crêt Pela ist mit 1495 m einer der höchsten Berggipfel des Juras. Der Berg liegt im Forêt du Massacre zwischen den Ortschaften Lajoux im Westen, Lamoura im Norden und Prémanon im Osten, im Süden liegt der Oberlauf der Valserine. Der Gipfel ist völlig bewaldet, ein Überblick über die Landschaft herum ist stark eingeschränkt.
Er ist auch der höchste Gipfel der Region Franche Comte.